# William Delafield Cook
William Delafield Cook, né le 28 février 1936 à Melbourne et mort le 29 mars 2015 à Londres, est un peintre australien.

## Biographie
En 1959, il s'installe en Angleterre, où il étudie la peinture et la photographie à l'Académie des arts de Bath. Il fait partie de la jeune génération d'artistes australiens et présente sa première exposition en 1963 à Nottingham. 
En 1975, il revient en Australie et est accueilli comme artiste en résidence de l'Université de Melbourne. Son style a été décrit comme relevant du pop art, de l'hyperréalisme et du photoréalisme.